# Paraplectanoides ceruleus
Paraplectanoides ceruleus là một loài nhện trong họ Araneidae.
Loài này thuộc chi Paraplectanoides. Paraplectanoides ceruleus được Eugène Simon miêu tả năm 1908.